# 普斯陶莫诺什托尔
普斯陶莫诺什托尔，是匈牙利亚斯-瑙吉孔-索尔诺克州所辖的一个村，总面积24.62平方公里，总人口1596，人口密度64.8人/平方公里（2010年1月1日）。